# ناغية فلمبانية
ناغية فلمبانية (الاسم العلمي:Nageia palembanica) هي نوع غير مؤكد من النباتات تتبع جنس الناغية من الفصيلة المعلاقية.